# Книга Естир
„Естир“ е историческа книга в Стария завет на Библията

## Значение на книгата „Естир“ в юдейската традиция и култура
В юдейската традиция книгата има голямо разпространение и е важна част от еврейската празнична система във връзка с установяването на празника Пурим. „Естир“ е книгата, чрез която се дава логично обяснение за възникването на Пурим и основанието той да продължава да се празнува и до днес.

## Дата на написване
Според еврейската традиция книгата е написана около 400 г. пр. Хр., а в християнските среди се датира преди падането на персийската империя от Александър Македонски (около 300 г. пр. Хр.).